# Irina Alexandrowna Silber
Irina Alexandrowna Silber (russisch Ирина Александровна Зильбер; * 18. November 1983 in Jekaterinburg) ist eine russische Rhythmische Sportgymnastin und Olympiasiegerin.
Silber startete für Dynamo Jekaterinburg. Bei den Olympischen Spielen 2000 in Sydney gewann sie im Alter von 16 Jahren gemeinsam mit Irina Belowa, Marija Netjossowa, Wera Schimanskaja, Natalja Lawrowa und Jelena Schalamowa die Goldmedaille im Teamwettbewerb.